# Jyoti Singh
Jyoti Singh, även Nirbhaya Fearless, född ca 1989 i Uttar Pradesh i Indien, död december 2012 i Singapore, var en indisk student som dog som en följd av en brutal gruppvåldtäkt i New Delhi, december 2012.
Jyoti Singh studerade fysioterapi och arbetade extra på ett call-center i New Delhi och var på väg hem från ett biobesök med en manlig vän Awindra Pandey när hon på bussen hem blev våldtagen och misshandlad så brutalt att hon dog av sina skador.
Till en början gick Jyoti Singh under namnet Nirbhaya som betyder Fearless eftersom familjen till en början ville vara anonyma. Den proteströrelse som följde använde Nirbhaya som namn och demonstrationer genomfördes både i Indien och i andra länder.
År 2013 tilldelades Jyoti Singh postumt priset International Women of Courage Award. 
Jyotis Singhs öde skildrades av Leslee Udwin i BBC:s dokumentär Indiens dotter 2015 och hennes föräldrar har skapat Nirbhaya Jyoti Trust för att stötta andra offer för våldtäkt.